# Уэрта де Сото, Хесус
Хесус Уэрта де Сото Бальестер (исп. Jesús Huerta de Soto Ballester; род. 23 декабря 1956, Мадрид) — один из ведущих представителей современной австрийской экономической школы и испанский политический философ, профессор кафедры политической экономии в Университете короля Хуана Карлоса (Мадрид, Испания).

## Научная, предпринимательская и общественная деятельность
Имеет докторские степени в юриспруденции (1984) и экономике (1992), обе получены в мадридском университете Комплутенсе, степень магистра делового администрирования Стэнфордского университета. Стипендиат Банка Испании. Преподаватель политической экономии факультета права Университета Комплутенсе (Мадрид, Испания) с 1979 года. С 2000 года профессор кафедры политической экономии факультета юридических и социальных наук Университета короля Хуана Карлоса (Мадрид, Испания). С октября 2007 года возглавляет единственную аккредитованную магистерскую программу по специальности «Австрийская экономическая школа», диплом об окончании которой принимается на территории ЕС. Целью программы является распространение австрийской парадигмы в Европе и мире. С 2004 года он возглавляет основанный им же академический журнал «Procesos de mercado: revista europea de economía política», в котором дважды в год на официальных европейских языках публикуются статьи об австрийской экономической школе.
Также является предпринимателем, председателем совета директоров и генеральным директором España S.A. Compañía Nacional de Seguros, семейной страховой компании, специализирующейся на страховании жизни. Компания была основана в 1928 году его дедом и первым актуарием Испании Хесусом Уэртой Пенья. Хесус Уэрта де Сото также посвятил множество научных трудов теме страхования. В 1983 году король Хуан Карлос вручил ему Международную премию по экономике за работу «Частные пенсионные планы».
Кроме того, Уэрта де Сото является ведущим научным сотрудником Института Людвига фон Мизеса, входил в совет Фонда Мадридского института повышения квалификации в области социальных наук (IMDEA), исполнял обязанности вице-президента Общества «Мон Пелерин» с 2000 по 2004 год. Также входит в редколлегии научных журналов «Quarterly Journal of Austrian Economics», «Journal of Markets and Morality» и журнала «New Perspectives on Political Economy». Кроме того, является сооснователем Общества изучения человеческого действия. Тесно сотрудничает с Институтом имени Хуана де Марианы в Мадриде.

## Признание
В 2009 году ему была присуждена степень почетного доктора университетом имени Франциска Маррокина (Гватемала), в 2010 — университетом имени Александру Иоана Кузы (Румыния), в 2011 — Финансовым университетом при Правительстве России. Также является лауреатом премии Адама Смита (2005), мемориальной премии Франца Чугела от Университета экономики в Праге (2006), премии Гэри Шларбаума за защиту свободы (2009), а также награждён медалью Foment del Treball Nacional (2009). 21 июня 2013 года получил Золотую медаль Хайека в Гёттингенском университете (Германия).
Среди наиболее значимых академических работ следует упомянуть трактат о предпринимательской функции и невозможности социализма («Социализм, экономический расчет и предпринимательство»), равно как его вклад в развитие теории деловых циклов австрийской экономической школы («Деньги, банковский кредит и экономические циклы») и теории динамической эффективности, в книге с одноименным названием. Уэрта де Сото полагает, что анализ социальной действительности требует сочетания следующих подходов: теоретического (Мизес), историко-эволюционного (Хайек) и этического (Ротбард).
Труды Уэрта де Сото переведены на 21 язык, включая русский, китайский, японский и арабский.

## Взгляды
С точки зрения идеологических предпочтений, Уэрта де Сото придерживается мнения превосходства анархо-капитализма над классическим либерализмом. Он высказывается за необходимость полной экономической либерализации и глубинной реформы существующей финансовой системы: возвращение к золотому стандарту и банковской системе, основанной на принципах 100 % резервирования депозитов до востребования. Уэрта де Сото созвучен таким мыслителям, как Мюррей Ротбард, в том, что саламанкская школа схоластики заложила философские, юридические и экономические основы австрийской школы в целом и экономического либерализма в частности, будучи колыбелью того, что мы сегодня называем экономической наукой. В прикладной экономике он известен своими идеями в защиту евро, как некоего аналога золотого стандарта, способного дисциплинировать политиков, бюрократов и иных представителей групп влияния.
Уэрта де Сото сумел создать сильную школу молодых ученых и последователей, среди которых особенно следует отметить выдающихся преподавателей Филиппа Багуса, Мигеля Анхеля Алонсо Нейру, Дэвида Хоудена, Габриэля Кальсаду, Хавьера Арансади дель Серро, Оскара Вару Креспо, Адриана Равьеру, Хуана Рамона Ральо, Мигеля Анксо Бастоса Баубету и Марию Бланко. С 2011 года является членом Партии индивидуальной свободы (P-Lib).

## Труды
- «Planes de pensiones privados» («Частные пенсионные планы», 1984)
- «Lecturas de economía política» («Введение в политическую экономию», 3 издания, 1984—1987)
- «Socialismo, cálculo económico y función empresarial» («Социализм, экономический расчет, и предпринимательская функция», 1992; русск. пер.: Москва: ИРИСЭН, Социум, 2008)
- «Estudios de economía política» («Исследования по политической экономии», 1994)
- «Dinero, Crédito Bancario y Ciclos Económicos» («Деньги, банковский кредит и экономические циклы», 1998; русск. пер.: Челябинск: Социум, 2008).
- «La escuela austríaca: mercado y creatividad empresarial» («Австрийская школа: рыночный процесс и предпринимательское творчество», 2000; русск. пер.: Челябинск: Социум, 2007)
- «Nuevos estudios de economía política» («Новые исследования по политической экономии», 2002)
- «Ahorro y previsión en el seguro de vida» («Сбережения и предвидение в страховании жизни», 2006)
- «The Theory of Dynamic Efficiency» («Теория динамической эффективности», 2009; русск. пер.: Челябинск: Социум, 2009)